# Suprême NTM
Suprême NTM es un controvertido grupo de rap francés fundado en 1989, compuesto por los raperos Joey Starr (Didier Morville, nacido en 1967) y Kool Shen (Bruno Lopes, nacido en 1966), ambos originarios del distrito de Seine Saint-Denis o más concretamente de la cité del "9-3", una de las cités más peligrosas de Francia. Es por esto que en sus letras aparece repetidas veces el número 93 que es el número de distrito de Seine Saint-Denis. NTM están considerados como uno de los mejores grupos de rap en Francia y también son conocidos por sus problemas con la policía, y la ley en general.
El grupo tomó el nombre Suprême NTM, siglas de "Nique Ta Mère" que significa "Me follo a tu madre" (aunque también puede significar "Follate a tu madre" o "Que le jodan a tu madre").

## Comienzos musicales
Empezó públicamente en 1989, con la distribución de varias maquetas. Sin embargo no fue hasta 1990 cuando pusieron temas suyos por la radio, y hasta 1991 cuando sacaron su primer disco. Sus letras muy combativas, y la atmósfera tensa, socialmente hablando, que vivía en aquellos momentos Francia, fue un perfecto caldo de cultivo para que se extendiera su fama, y que se considerara al grupo como un denunciante social y político.
Authentik (el título de su primer disco) tiene algunos temas que son muy claros respecto a la postura del grupo. Es el caso de Blanc et Noir (Blanco y Negro), una denuncia contra Jean-Marie Le Pen, el Front National, los integristas islámicos, los skinheads o el apartheid. También es un disco muy idealista, como se puede ver en la canción L'argent pourrit les gens (El dinero pudre a la gente).

## Empieza la polémica
Mientras que Authentik sólo provocó iras de los más extremos, su siguiente disco, 1993...J'appuie sur la gâchette (1993... Aprieto el gatillo) fue una completa revolución social. En primer lugar, nada más salir el álbum, se llamó públicamente al boicot mediante una campaña publicitaria que advertía que "Este álbum nunca sonará en la radio". Dos causas probables de este boicot son dos temas del LP: Police (donde se denuncia el abuso de autoridad de la policía francesa y el resto de fuerzas del orden y se incita a la respuesta) y J'appuie sur la gâchette, donde se hace apología del suicidio.
Más tarde saca un disco muy popular, Paris sous les bombes (Paris bajo las bombas, las bombas que hacen referencia son las de pintura, no las que matan cuidado, es un tema que celebra las "epopeas grafitis" no la destrucción de Paris aunque hay una cierta ambigüedad cierto es...), cuyo título ya indica que las letras van a ser muy políticamente combativas. Hay varios temas, como Plus jamais ça (Esto nunca más) donde hay frases como: "pour pisser la flamme tricolore'(La flamme tricolore hace referencia al logo del Frente Nacional, el partido de ultra derecha en Francia no a la bandera francesa)' (para mear la llama tricolor [la bandera francesa]), y su muy conocido tema Qu'est-ce qu'on attend (A qué esperamos), cuyo estribillo dice "Mais qu'est-ce qu'on attend pour foutre le feu? (¿A qué esperamos para prender fuego?)". En general, el resto del álbum sigue la misma tónica, lo que le catalogó como un peligro público para algunos partidos políticos.

## Consagración
En 1998 sacan el álbum Suprême NTM, donde tienen más colaboraciones con otros raperos del momento, donde son menos combativos e incluso aconsejan no usar armas (como en el tema Pose ton gun, Baja tu pistola), sin embargo, no pierden todo el tono violento de sus letras y tampoco el tono político. En ese mismo año, JoeyStarr crea el sello discográfico B.O.S.S. (Boss of Scandalz Strategys) y Kool Shen crea IV My People.
Más adelante sacan otro gran disco, NTM: Le Clash, donde se encuentran remixes de las canciones más populares del grupo, mezcladas con otras nuevas. Éste es el último disco que sacan como grupo.

## Carreras en solitario
A partir de Le Clash, cada uno de los integrantes se vuelca más en sus proyectos particulares, JoeyStarr en B.O.S.S. y Kool Shen en IV My People.

### JoeyStarr
B.O.S.S. ya había sacado un disco compilatorio con muchos raperos de la escena francesa en 1999 y otro en 2000. En 2001 saca NTM: Le Clash 2 y a partir de ahí, aunque con cambios en la formación, saca un LP llamado Opus 3, a la par que sigue sacando recopilaciones. Actualmente hospeda los discos de Iron Sy (componente del grupo creado a partir del sello) y de otros cantantes. En cuanto a JoeyStarr sigue con el micrófono en la mano, siendo invitado en discos de muchos otros cantantes y sacó un disco en solitario, Gare au Jaguarr (ya que a JoeyStarr se le conoce también como Jaguarr Gorgone), el 10 de octubre de 2006. Tiene una marca de ropa que se llama Wild West Indies. También sacó a principios de 2006 una autobiografía, llamada Mauvaise Réputation (Mala reputación).

### Kool Shen
En cuanto al colectivo IV My People, se creó el sello discográfico del mismo nombre, con el que se sacaron 6 mixtapes y 3 discos, en los cuales salen diversos cantantes amparados por el sello. También en 2004, Kool Shen sacó su primer disco en solitario (también bajo IV My People), llamado Dernier Round, con el que dejaba su carrera como cantante, dedicándose exclusivamente a la producción. Su gira de conciertos terminó con un concierto de adiós en abril de 2005 en el Zénith de París. Creó también una marca de ropa, 2 High. Desde 2004 también juega profesionalmente al póquer, concretamente a la variedad Texas hold 'em no limit.
A finales de 2005, el colectivo IV My People desaparece, junto con la marca de ropa y el sello discográfico. Los cantantes Salif, Jeff le Nerf y el propio Kool Shen firmarán bajo el sello AZ. El resto del colectivo continúa su carrera de manera independiente.
Tras los conciertos de 2008 con Suprême NTM, en 2009 PokerStars anuncia que ha reclutado al cantante para los torneos europeos, y ese mismo año anuncia un nuevo disco en solitario, Crise de conscience, que sale el 2 de noviembre. En el disco colaboran, entre otros, el propio JoeyStarr.

## Hostilidad y penas de cárcel
Como ya ha quedado reflejado, NTM es conocido por su hostilidad frente a la policía, letras violentas, y el enfrentamiento contra los organismos autoritarios franceses. Esto, no obstante, le ha dado tanta fama como problemas legales. En 1996, un tribunal les condenó por la canción Police, a tres meses de cárcel y a seis meses de prohibición de ejercer sus profesiones como cantantes. En 1997, fueron condenados a pagar 50000 francos (unos 7500 €) por proferir insultos y generar odio contra las fuerzas del orden durante un concierto, así como 2 meses de cárcel.
Por su parte, JoeyStarr ha sido condenado muchas más veces, su primer delito condenado fue en 1984, y a partir de ese año ha habido muchas más penas y condenas, incluyendo la famosa agresión a una azafata durante un vuelo, malos tratos a un mono, tráfico de drogas, conducción a contrasentido y porte de armas blancas y de fuego.

## Discografía
- 1991: Authentik
- 1993: 1993... J'appuie sur la gâchette
- 1995: Live
- 1995: Paris sous les bombes
- 1998: Suprême NTM
- 1998: 93 Party
- 2000: Live - du Monde de demain à Pose ton Gun
- 2001: Le Clash - BOSS vs IV My People
- 2007: Best Of
- 2009 : J'reviens (Kool Shen feat. JoeyStarr)
- 2018 : Sur le drapeau (avec Sofiane)